# Naciones celtas
Naciones celtas o países celtas son los nombres utilizados por algunos autores para designar a las regiones del oeste de Europa en las que han sobrevivido los idiomas y la cultura celta.
El término «nación» se utiliza en su sentido original de identificar poblaciones que comparten una identidad y cultura comunes dentro de sus territorios tradicionales, mientras que el término «celta» fue utilizado por primera vez en el siglo xvi por el humanista escocés George Buchanan para referirse a las lenguas primitivas no emparentadas con el latín ni con el inglés que habían sobrevivido en Escocia, Irlanda y Cornualles. Posteriormente el polímata Edward Lhuyd, curador (conservador) del Museo Ashmolean de Oxford entre los años 1691 y 1709, observó las similitudes entre los idiomas de Bretaña, Cornualles y Gales, a los que llamó Céltico P o lenguas britónicas y las lenguas de Irlanda, la Isla de Man y Escocia, a las que llamó Céltico Q o lenguas goidélicas. En 1707 publicó el libro Archaeologia Britannica: an Account of the Languages, Histories and Customs of Great Britain, from Travels through Wales, Cornwall, Bas-Bretagne, Ireland and Scotland en el que concluía que las seis lenguas derivaban de la misma raíz y teorizó que ese idioma original era descendiente directo de la lengua hablada por las tribus galas durante la Edad de Hierro, a quienes los romanos llamaron celtas. Tras quedar definido como celta el idioma utilizado en aquellos territorios, sus habitantes recibieron también ese nombre.

## Las seis naciones celtas
Los territorios en los que han sobrevivido las lenguas celtas hasta la Edad Moderna son: Bretaña (Breizh), Cornualles (Kernow), Gales (Cymru), Escocia (Alba), Irlanda (Éire) y la Isla de Man (Mannin o Ellan Vannin).
Antes de la expansión de la Antigua Roma una significativa parte del occidente europeo se hallaba dominado por los celtas, que dejaron tras de sí un legado. Los restos arqueológicos así como la tradición cultural y musical de la zona noroeste de la península ibérica, en los territorios que los romanos denominaban Gallaecia, indican la presencia de la cultura celta aunque no se haya conservado en ellos el idioma, por lo que a menudo se incluyen entre las denominadas naciones celtas. Sin embargo, un estudio realizado por la Universidad de Oxford descubrió que la mayoría de los britanos descienden de un grupo de tribus que llegaron desde Iberia en torno al año 5000 a. C., antes de la invasión celta de la Europa occidental.
Cada una de las seis naciones conservan un idioma celta: galés, gaélico escocés, bretón y el gaélico irlandés, que han sobrevivido y se siguen hablando en la actualidad; mientras que el gaélico manés y el córnico o cornuallés han caído en desuso como lengua materna en época reciente, en torno a los siglos xvii y xviii, cuando fueron reemplazados por el inglés. Pese a la casi extinción del manés y cornuallés, se han puesto en marcha distintos programas para evitar su desaparición total.
Existen zonas en Irlanda, Gales, Bretaña y Escocia en las que el idioma celta es utilizado como lengua habitual. Esas zonas reciben el nombre de Gaeltacht, en la costa oeste de Irlanda; Y Fro Gymraeg en Gales y Breizh-Izel en Bretaña. Por lo general las comunidades que continúan empleando un idioma celta son las que residen en las zonas más aisladas del oeste de las islas británicas. El término Gàidhealtachd servía históricamente para diferenciar las áreas donde se hablaba gaélico en Escocia (las Tierras Altas escocesas) de las Tierras Bajas de Escocia en las que se utilizaba el scots o escocés germánico. Recientemente se ha adaptado ese nombre como el término gaélico para referirse al concejo de Highland, en el que se incluyen zonas en las que no se habla gaélico escocés por lo que para evitar esa confusión se utilizan términos como sgìre Ghàidhlig ('territorio de idioma gaélico').
En Gales el idioma galés (autoglotónimo Cymraeg) es una lengua curricular obligatoria que debe ser estudiada por todos los alumnos. Un 20% de la población escolar de Gales asiste además a las Addysg Gyfrwng Cymraeg o Welsh medium education, en las que la enseñanza se realiza íntegramente en galés. En la República de Irlanda, todos los alumnos estudian irlandés como una de las materias troncales de la educación primaria y secundaria y un 7.4% de los alumnos de primaria recibe su educación íntegramente en irlandés, como parte del sistema educativo gaelscoil.

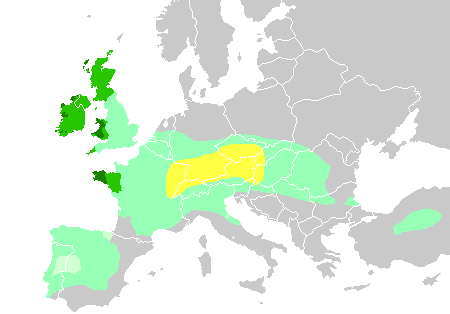
Distribución diacrónica de los pueblos celtas:
territorio de la cultura de Hallstatt, siglo VI a. C.
máxima expansión, en torno al año 275 a. C.
zona de Lusitania donde la presencia celta es incierta
las seis naciones celtas que han conservado hablantes hasta la Edad Moderna
zonas donde se siguen hablando lenguas celtas en la actualidad

### Otros territorios
En algunas regiones del noroeste de la península ibérica: Galicia, Asturias, Cantabria, León y el norte de Portugal, también existen reivindicaciones sobre su herencia celta, patente por los abundantes restos arqueológicos que evidencian conexiones culturales con los pueblos celtas de las islas británicas (véase cultura castreña). Aunque numerosas regiones del noroeste y centro de la península ibérica fueron antaño habitadas por tribus celtas, hoy en día el celtismo ideológico parece ser más acusado en los territorios ocupados hoy en día por la antigua Gallaecia: Galicia, Asturias y el norte de Portugal. No obstante, los idiomas celta galaico y astur habían desaparecido o desaparecieron de estos territorios en la Alta Edad Media. Actualmente, en ninguna de estas regiones ibéricas se habla una lengua celta, por lo que no se aplica el criterio celta definido por la Liga Celta. La base de la reivindicación de la celticidad de estas regiones es, además de la conciencia celta per se, que se justifica sucesivamente a través de similitudes en la música, la danza y el folclore, una herencia cultural común. Sin embargo, es fácilmente contrastable que en Galicia o Asturias, la cuestión del celtismo tiene repercusiones políticas, está sujeta a una fuerte polémica y ha sido objeto de utilizaciones cuya adecuación a la verdad histórica es nula. La candidatura de Galicia para ser miembro de las Naciones Celtas fue rechazada por la Liga Celta a pesar de reconocer su herencia celta.
El irish fue un idioma utilizado profusamente en la isla de Terranova hasta principios del siglo xx, pero ya no existen hablantes fluidos de gaélico en Terranova ni en la península del Labrador y el conocimiento de este idioma se restringe a cuentos y canciones que han sobrevivido gracias a la tradición oral. Sin embargo el idioma inglés hablado en la actualidad en esas islas todavía retiene algunas palabras de origen celta, como scrob por scratch ('rasguño') y sleveen por rascal ('granuja').
El gaélico canadiense, variedad dialectal del gaélico escocés, se sigue utilizando en algunos territorios de la costa este de Canadá, como en la Isla del Cabo Bretón y áreas limítrofes de Nueva Escocia, donde fue introducido por inmigrantes galeses. En 2011 existían 1275 hablantes de gaélico en Nueva Escocia, y 300 habitantes de la provincia lo seguían considerando su lengua materna.
El galés patagónico se habla en la provincia argentina de Chubut adonde llegó por medio de la colonización galesa en Argentina (Y Wladfa). El número de hablantes de este idioma se estima entre los 1500 y los 5000.

## Idiomas celtas
La población total residente en las naciones celtas es de 19 596 000, de los cuales 2 818 000 hablan algún idioma celta (14.3%). La siguiente tabla muestra la población de cada nación celta y el número hablantes de idiomas celtas.
| Nación      | Nombre celta        | Idioma celta                  | Gentilicio                    | Población                                                            | Hablantes activos | Porcentaje de la población                          |
| ----------- | ------------------- | ----------------------------- | ----------------------------- | -------------------------------------------------------------------- | --- | --------------------------------------------------- |
| Irlanda1    | Éire                | Gaélico irlandés (Gaeilge)    | Irlandés (Éireannaigh, Gaeil) | Total: 6 399 115 - Irlanda: 4 588 252 - Irlanda del Norte: 1 810 863 | Total: 1 944 353 — Irlanda: 1 774 437, NI — Irlanda del Norte: 130 521 — Estados Unidos: 30 000 — Canadá: 7500 — Australia: 1895 | Total: 29.7% Irlanda: 38.6% Irlanda del Norte: 7.2% |
| Escocia     | Alba                | Gaélico escocés (Gàidhlig)    | Escocés (Albannaich)          | 5 313 600                                                            | 92 400 | 1.2%                                                |
| Bretaña     | Breizh              | Bretón (brezhoneg)            | Bretón (Breizhiz)             | 4 300 000                                                            | 206 000 | 5%                                                  |
| Gales       | Cymru               | Galés (Cymraeg)               | Galés (Cymry)                 | 3 000                                                                | Total: Más de 750 000 — Gales: 611 000 — Inglaterra: 150 000 — Argentina: 5000 — Estados Unidos: 2500 — Canadá: 2200             | 21.7%                                               |
| Cornualles  | Kernow              | Córnico Cornuallés (Kernowek) | Cornuallés (Kernowyon)        | 500 000                                                              | 2000 | 0.1%                                                |
| Isla de Man | Mannin Ellan Vannin | Manés (Gaelg)                 | Manés (Manninee)              | 84 497                                                               | 1662 | 2.0%                                                |

- 1 La bandera de la República de Irlanda es utilizada por la Liga Celta para representar a la isla de Irlanda, aunque dicha bandera no está universalmente aceptada como símbolo de la isla en conjunto.
- De los idiomas de la tabla anterior, tres pertenecen a la familia de las lenguas goidélicas (gaélico irlandés, gaélico escocés y manés) y otras tres a la familia de las lenguas britónicas (galés, córnico y bretón).

| (Español)       | Gaélico irlandés (Gaeilge) | Gaélico escocés (Gàidhlig) | Manés (Gaelg)       | Galés (Cymraeg)    | Córnico (Kernowek) | Bretón (Brezhoneg)  |
| --------------- | -------------------------- | -------------------------- | ------------------- | ------------------ | ------------------ | ------------------- |
| Irlanda         | Éire                       | Èirinn                     | Nerin               | Iwerddon           | Wordhen Iwerdhon   | Iwerzhon            |
| Escocia         | Albain                     | Alba                       | Nalbin              | yr Alban           | Alban              | Bro-Skos Skos Alban |
| Isla de Man     | Oileán Mhanann             | Eilean Mhanainn            | Ellan Vannin        | Ynys Manaw         | Enys Vanow         | Enez-Vanav          |
| Gales           | an Bhreatain Bheag         | a' Chuimrigh               | Bretin              | Cymru              | Kembra             | Kembre              |
| Cornualles      | Corn na Breataine          | a' Chòrn                   | yn Chorn            | Cernyw             | Kernow             | Kernev-Veur         |
| Bretaña         | an Bhriotáin               | a' Bhreatainn Bheag        | yn Vritaan          | Llydaw             | Breten Vian        | Breizh              |
| Gran Bretaña    | an Bhreatain Mhór          | Breatainn Mhòr             | Bretin Vooar        | Prydain Fawr       | Breten Veur        | Breizh-Veur         |
| Naciones celtas | náisiúin cheilteacha       | nàiseanan ceilteach        | ashoonyn celtiagh   | gwledydd celtaidd  | broyow keltek      | broioù keltiek      |
| Idiomas celtas  | teangacha ceilteacha       | cànanan cheilteach         | çhengaghyn celtiagh | ieithoedd celtaidd | yethow keltek      | yezhoù keltiek      |

## La identidad celta

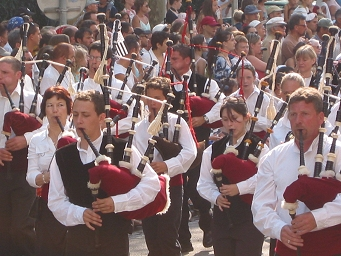
Gaiteros en el Festival Intercéltico de Lorient

La Liga céltica es una organización política creada en 1961 cuyo fin es promover la identidad, el idioma, la cultura y los derechos sociales en las naciones celtas. Está reconocida por las Naciones Unidas como una organización no gubernamental con estatus consultivo.
El Congreso internacional celta es una organización cultural creada en 1917 que persigue perpetuar la cultura, los ideales y el idioma de los pueblos celtas y mantener un contacto intelectual y una estrecha colaboración entre las respectivas comunidades celtas.
Existen multitud de festivales que celebran la cultura de los pueblos de origen celta:
- Festival Intercéltico de Moaña (España).[51]
- Festival Intercéltico de Lorient (Bretaña)
- Pan Celtic Festival (Irlanda).[14][52]
- Festival de Ortigueira (España)[53]
- National Celtic Festival (Portarlington, Australia)[54]
- Celtic Media Festival, cuyo objetivo es promover el idioma y la cultura celta en el cine, televisión, radio y prensa[55]
- Celtic Connections (Glasgow, Escocia)[56]
- Hebridean Celtic Festival (Stornoway, Escocia).[57]

Galicia, Asturias y la Isla del Cabo Bretón se consideran, a efectos culturales y de tradición musical, como parte de las naciones celtas en estos festivales. De hecho, músicos gallegos y asturianos han participado en festivales de música celta, como el bretón Festival Interceltico de Lorient, que en 2013 celebró el «Año de Asturias» o el Festival internacional del mundo celta de Ortigueira, que se celebra en la villa de Ortigueira desde el año 1978 y es Fiesta de interés turístico internacional desde abril de 2005. En el norte de Portugal, en las regiones de Minho, Trás-os-Montes y Douro Litoral también se conservan tradiciones muy similares a las de Galicia y Asturias.
En el ámbito deportivo las naciones celtas participan en competiciones de rugby como la liga Pro 12 Rugby, también llamada Liga celta (Celtic League) y fútbol, como la Celtic cup.
La República de Irlanda atravesó un periodo de rápido crecimiento económico entre los años 1995 y 2007, que le granjeó el calificativo del Tigre Celta. Las aspiraciones escocesas de lograr un progreso económico similar llevaron a su primer ministro, Alex Salmond, a fijar el objetivo de un «León celta» para la economía de Escocia en el año 2007.